# Ira Newble
Ira Reynolds Newble II (Southfield, 20 gennaio 1975) è un ex cestista e allenatore di pallacanestro statunitense, professionista nella NBA.

## Statistiche

### College
| Anno      | Squadra        | PG | PT | MP   | TC%  | 3P%  | TL%  | RP  | AP  | PRP | SP  | PP   |
| --------- | -------------- | -- | -- | ---- | ---- | ---- | ---- | --- | --- | --- | --- | ---- |
| 1995-1996 | Miami RedHawks | 29 | 4  | 15,6 | 48,3 | 0,0  | 58,3 | 5,2 | 0,4 | 0,5 | 0,4 | 6,4  |
| 1996-1997 | Miami RedHawks | 29 | 25 | 26,1 | 59,7 | 40,0 | 66,2 | 7,5 | 1,2 | 1,2 | 0,8 | 11,3 |
| Carriera  | Carriera       | 58 | 29 | 20,8 | 54,8 | 23,5 | 64,3 | 6,4 | 0,8 | 0,8 | 0,6 | 8,9  |

### NBA

#### Regular Season
| Anno      | Squadra             | PG  | PT  | MP   | TC%  | 3P%  | TL%  | RP  | AP  | PRP | SP  | PP  |
| --------- | ------------------- | --- | --- | ---- | ---- | ---- | ---- | --- | --- | --- | --- | --- |
| 2000-2001 | San Antonio Spurs   | 27  | 6   | 6,8  | 38,2 | 44,4 | 50,0 | 1,3 | 0,2 | 0,1 | 0,1 | 2,0 |
| 2001-2002 | Atlanta Hawks       | 42  | 35  | 30,3 | 49,8 | 14,3 | 85,2 | 5,3 | 1,1 | 0,9 | 0,5 | 8,0 |
| 2002-2003 | Atlanta Hawks       | 73  | 45  | 26,5 | 49,5 | 38,1 | 77,8 | 3,7 | 1,4 | 0,7 | 0,4 | 7,7 |
| 2003-2004 | Cleveland Cavaliers | 64  | 25  | 19,5 | 39,1 | 10,5 | 78,3 | 2,4 | 1,1 | 0,4 | 0,3 | 4,0 |
| 2004-2005 | Cleveland Cavaliers | 74  | 69  | 24,8 | 42,9 | 35,8 | 79,7 | 3,0 | 1,2 | 0,7 | 0,2 | 5,9 |
| 2005-2006 | Cleveland Cavaliers | 36  | 3   | 9,8  | 29,8 | 23,1 | 68,8 | 1,6 | 0,3 | 0,1 | 0,3 | 1,3 |
| 2006-2007 | Cleveland Cavaliers | 15  | 1   | 8,6  | 43,2 | 53,3 | 60,0 | 2,0 | 0,1 | 0,4 | 0,0 | 3,1 |
| 2007-2008 | Cleveland Cavaliers | 41  | 13  | 15,9 | 44,9 | 33,3 | 76,9 | 2,8 | 0,3 | 0,7 | 0,2 | 4,3 |
| 2007-2008 | Seattle S.Sonics    | 2   | 0   | 8,5  | 28,6 | 0,0  | -    | 0,0 | 0,5 | 0,0 | 0,0 | 2,0 |
| 2007-2008 | L.A. Lakers         | 6   | 0   | 5,2  | 33,3 | 50,0 | -    | 1,8 | 0,5 | 0,2 | 0,2 | 1,2 |
| Carriera  | Carriera            | 380 | 197 | 20,1 | 44,6 | 34,1 | 77,8 | 2,9 | 0,9 | 0,5 | 0,3 | 5,1 |

#### Playoffs
| Anno     | Squadra             | PG | PT | MP  | TC%  | 3P%  | TL% | RP  | AP  | PRP | SP  | PP  |
| -------- | ------------------- | -- | -- | --- | ---- | ---- | --- | --- | --- | --- | --- | --- |
| 2006     | Cleveland Cavaliers | 5  | 0  | 2,2 | 100  | 100  | -   | 0,4 | 0,0 | 0,2 | 0,0 | 1,4 |
| 2007     | Cleveland Cavaliers | 6  | 0  | 1,7 | 0,0  | 0,0  | -   | 0,2 | 0,2 | 0,0 | 0,0 | 0,0 |
| 2008     | L.A. Lakers         | 1  | 0  | 1,0 | -    | -    | -   | 0,0 | 0,0 | 0,0 | 0,0 | 0,0 |
| Carriera | Carriera            | 12 | 0  | 1,8 | 60,0 | 33,3 | -   | 0,3 | 0,1 | 0,1 | 0,0 | 0,6 |

## Palmarès
- Campione USBL (2002)